# Wade Baldwin IV
Wade Manson Baldwin IV (nascido em 29 de março de 1996) é um jogador norte-americano de basquete profissional, que atualmente joga pelo Fenerbahçe que disputa a BSL (Turquia) e EuroLiga. Com 1,88 metros de altura, joga na posição de armador.
Wade jogou pela equipe Vanderbilt na universidade e disputou duas temporadas pelos Commodores na Universidade Vanderbilt, com média de 11,6 pontos, 4,1 rebotes e 4,8 assistentes por partida.

## Carreira

### Memphis Grizzlies (2016–2018)
Wade foi selecionado pelo Memphis Grizzlies com a décima sétima escolha geral do draft da NBA de 2016 e estreou como profissional no dia 26 de outubro, na partida contra o Minnesota Timberwolves, na qual fez sete pontos, seis assistências e pegou cinco rebotes.

### Bayern de Munique (2020)
Em Julho de 2020, o jogador assinou com o FC Bayern München (basquete)